# Отерма, Лийси
| Открытые астероиды: 54 | Открытые астероиды: 54 |
| ---------------------- | ---------------------- |
| (1504) Лаппенранта     | 23 марта 1939          |
| (1507) Вааса           | 12 сентября 1939       |
| (1522) Коккола         | 18 ноября 1938         |
| (1540) Кевола          | 16 ноября 1938         |
| (1544) Винтерхансениа  | 15 октября 1941        |
| (1545) Тгерноë         | 15 октября 1941        |
| (1558) Йярнефельт      | 20 января 1942         |
| (1559) Кустаанхеймо    | 20 января 1942         |
| (1679) Неванлинна      | 18 марта 1941          |
| (1680) Пер Брахе       | 12 февраля 1942        |
| (1695) Валбеск         | 15 октября 1941        |
| (1705) Тапио           | 26 сентября 1941       |
| (1758) Наантали        | 18 февраля 1942        |
| (1882) Раума           | 15 октября 1941        |
| (2064) Томсен          | 8 сентября 1942        |
| (2107) Ильмари         | 12 ноября 1941         |
| (2159) Куккамяки       | 16 октября 1941        |
| (2195) Тенгстрём       | 27 сентября 1941       |
| (2268) Сзмютовна       | 6 ноября 1942          |
| (2291) Кево            | 19 марта 1941          |
| (2332) Калм            | 4 апреля 1940          |
| (2501) Лохья           | 14 апреля 1942         |
| (2640) Хольстрем       | 18 марта 1941          |
| (2717) Теллерво        | 29 ноября 1940         |
| (2774) Тенойоки        | 3 октября 1942         |
| (2803) Вильхо          | 29 ноября 1940         |
| (2804) Ирьё            | 19 апреля 1941         |
| (2805) Калле           | 15 октября 1941        |
| (2827) Велламо         | 11 февраля 1942        |
| (2828) Ику-Турсо       | 18 февраля 1942        |
| (2840) Каллавеси       | 15 октября 1941        |
| (2841) Пуййо           | 26 февраля 1943        |
| (2846) Ильппё          | 12 февраля 1942        |
| (2857) НОТ             | 17 февраля 1942        |
| (2912) Лапальма        | 18 февраля 1942        |
| (2946) Мусхасхос       | 15 октября 1941        |
| (2988) Корхонен        | 1 марта 1943           |
| (3132) Ландграф        | 29 ноября 1940         |
| (3381) Миккола         | 15 октября 1941        |
| (3497) Иннанен         | 19 апреля 1941         |
| (3597) Каккури         | 15 октября 1941        |
| (3811) Карма           | 13 октября 1953        |
| (3892) Дезсё           | 19 апреля 1941         |
| (4133) Хеурека         | 17 февраля 1942        |
| (4163) Сааремаа        | 19 апреля 1941         |
| (4227) Каали           | 17 февраля 1942        |
| (5216) 1941 HA         | 16 апреля 1941         |
| (5534) 1941 UN         | 15 октября 1941        |
| (5611) 1943 DL         | 26 февраля 1943        |
| (5985) 1942 RJ         | 7 сентября 1942        |
| (6886) Гроут           | 11 февраля 1942        |
| (7267) 1943 DF         | 23 февраля 1943        |
| (11780) 1942 TB        | 3 октября 1942         |
| (15198) 1940 GJ        | 5 апреля 1940          |

Лийси Отерма — (фин. Liisi Oterma; 1915 — 4 апреля 2001) — финский астроном. Отерма стала первой женщиной, получившей в Финляндии докторскую степень по астрономии.
Профессор астрономии с 1965 года.
Ею было обнаружено 4 кометы, в честности комета 38P/Стефана — Отерма, 39P/Отерма, C/1942 C2 (Отерма) и 139P/Вяйсяля — Отерма, а также целый ряд астероидов. В знак признания её заслуг астероид (1529) Отерма был назван в честь неё. Работала в обсерваториях: Обсерватория Туорла, Обсерватория Турку и Обсерватория Кевола.
Отерма была полиглотом, знала 11 языков, в том числе эсперанто.
На пенсии с 1978 года.